# کلویی هاسکینگ
کلویی هاسکینگ (انگلیسی: Chloe Hosking؛ زادهٔ ۱ اکتبر ۱۹۹۰) دوچرخه‌سوار اهل استرالیا است.
وی در مسابقات کشوری و بین‌المللی در مجموع برندهٔ ۱ مدال برنز شده‌است.